# Centro dell'Armonia
Il Centro dell'Armonia (in lettone: Saskaņas Centrs, in russo Центр Cогласия) fu una coalizione di partiti politici lettoni costituitasi nel 2005 tra quattro distinti soggetti politici:
- il Partito dell'Armonia Nazionale (TSP), socialdemocratici;
- il Partito Socialista di Lettonia (LSP), di orientamento socialista democratico;
- Nuovo Centro (Jaunais Centrs - JP), affermatosi nel 2004;
- il Partito della Città di Daugavpils (Daugavpils pilsētas partija - DPP), formazione regionale nata nel 2000.

Nel 2008 all'alleanza prese parte anche il Partito Socialdemocratico (Sociāldemokrātiskā partija - SDP), già Unione Socialdemocratica (Sociāldemokrātu savienība - SDS), fondato nel 2002 a seguito di una scissione dal Partito Socialdemocratico dei Lavoratori di Lettonia;
Nel 2010, TSP, SDP e JP dettero vita al Partito Socialdemocratico "Armonia" (SDPS), al quale aderì, nel 2011, anche il DPP: l'alleanza si venne così a comporre di due soli soggetti politici (SDPS e LSP).
La coalizione si dissolse nel 2014.

## Storia

### Precursori
Un primo accordo elettorale tra socialdemocratici e socialisti prese forma in vista delle elezioni parlamentari del 1998, quando Partito dell'Armonia Nazionale, Partito Socialista di Lettonia, Uguali Diritti e Partito Russo promossero l'alleanza Per i Diritti Umani nella Lettonia Unita (PCTVL). La lista si ripresentò alle parlamentari delle 2002, sia pure con la defezione del Partito Russo.
Nel 2003 sia il TSP che l'LSP lasciarono la coalizione; in contrasto con tale linea politica, peraltro, alcuni esponenti di entrambe le formazioni fondarono un nuovo soggetto politico, Brīvā Izvēle Tautu Eiropā (BITE), alleato con Uguali Diritti e parte integrante di PCTVL (dal 2014, Unione Russa di Lettonia).
In occasione delle elezioni europee del 2004, socialdemocratici e socialisti si presentarono autonomamente con proprie liste, non riuscendo a conseguire alcuna rappresentanza.

### Le parlamentari del 2006 e le europee del 2009
In occasione delle elezioni parlamentari del 2006, socialdemocratici e socialisti, insieme a Nuovo Centro (JP) e al Partito della Città di Daugavpils (DPP), lanciarono una nuova coalizione, denominata Centro dell'Armonia: essa ottenne il 14,5% dei voti e 17 seggi, di cui 11 furono assegnati a TSP, 4 a LSP, 1 a JP e 1 a DPP. Alla coalizione aderì poi anche il Partito Socialdemocratico (SDP).
L'alleanza fu riproposta alle elezioni europee del 2009, in cui ottenne il 19,9% dei voti e due europarlamentari: furono eletti Aleksandrs Mirskis (socialdemocratico) e Alfrēds Rubiks (socialista).
Nel 2010, TSP, JP e SDP confluirono nel Partito Socialdemocratico "Armonia" (SDPS).

### Le parlamentari del 2010 e del 2011
Alle elezioni parlamentari del 2010, l'alleanza divenne la seconda forza politica del paese, ottenendo il 26,6% dei voti e 29 seggi al Parlamento: 25 furono assegnati ai socialdemocratici; 4 ai socialisti.
Alle elezioni parlamentari del 2011, la coalizione conquistò la maggioranza relativa dei voti, pari al 28%, e ottenne 31 seggi, di cui 28 assegnati ai socialdemocratici e 3 ai socialisti.
Ciò nonostante il Centro dell'Armonia non riuscì a formare un governo, in quanto i restanti partiti del Parlamento (Partito della Riforma, Unità e Alleanza Nazionale) formarono una coalizione conservatrice (56 seggi su 100) e rielessero Valdis Dombrovskis come primo ministro.

### Dissoluzione
L'alleanza si sciolse nel 2014. Alle imminenti elezioni europee, entrambe le forze politiche che avevano costituito l'alleanza concorsero con proprie liste: i socialdemocratici ottennero il 13,1% dei voti e un seggio; i socialisti si fermarono all'1,5% e non conseguirono alcuna rappresentanza.
Alle successive elezioni parlamentari del 2014, tre esponenti del Partito Socialista furono inseriti nelle liste del Partito Socialdemocratico "Armonia", ma non furono eletti.

## Risultati elettorali
| Elezione                                              | Voti                                                  | %                                                     | Seggi                                                 | Ripartizione                                          |
| Per i Diritti Umani nella Lettonia Unita (coalizione) | Per i Diritti Umani nella Lettonia Unita (coalizione) | Per i Diritti Umani nella Lettonia Unita (coalizione) | Per i Diritti Umani nella Lettonia Unita (coalizione) | Per i Diritti Umani nella Lettonia Unita (coalizione) |
| ----------------------------------------------------- | ----------------------------------------------------- | ----------------------------------------------------- | ----------------------------------------------------- | ----------------------------------------------------- |
| Parlamentari 1998                                     | 135.700                                               | 14,20                                                 | 16 / 100                                              | 6 TSP · 4 LSP · 5 Līdztiesība · 1 KP                  |
| Parlamentari 2002                                     | 189.088                                               | 19,09                                                 | 25 / 100                                              | 12 TSP · 5 LSP · 8 Līdztiesība                        |
| Centro dell'Armonia                                   |                                                       |                                                       |                                                       |                                                       |
| Parlamentari 2006                                     | 130.887                                               | 14,42                                                 | 17 / 100                                              | 11 TSP · 4 LSP · 1 · JP · 1 DPP                       |
| Europee 2009                                          | 154.894                                               | 19,93                                                 | 2 / 8                                                 | 1 TSP · 1 LSP                                         |
| Parlamentari 2010                                     | 251.397                                               | 26,04                                                 | 29 / 100                                              | 25 SDPS · 4 LSP                                       |
| Parlamentari 2011                                     | 259.930                                               | 28,36                                                 | 31 / 100                                              | 28 SDPS · 3 LSP                                       |